# هارولد گودوین (بازیگر انگلستانی)
هارولد گودوین (انگلیسی: Harold Goodwin؛ ‏ ۲۲ اکتبر ۱۹۱۷ – ۳ ژوئن ۲۰۰۴) بازیگر اهل بریتانیا بود.
از فیلم‌ها یا برنامه‌های تلویزیونی که وی در آن نقش داشته‌است می‌توان به شما آدم‌های خوش‌شانس!، پل رودخانه کوای، مومیایی، سدشکنان، شاهزاده و شوگرل، دریای بی‌رحم، مردی با لباس سفید و درباره فیدل اشاره کرد.